# 미국 하원
미국 하원(영어: United States House of Representatives)은 미국 의회의 하원이다.
하원의원 수는 1861년 178명으로 줄어든 것을 빼고 인구가 늘면서 점점 증가되어 왔다. 그러나, 1929년에 435명으로 고정되었다. 미연방을 이루고 있는 각 주는 배당 받은 하원의원을 2년마다 전원 새로 선출하여 연방에 보낸다. 주로 상원을 견제하고 세금, 공무원(대통령 포함) 파면 등의 권한을 가진다.

## 구성
하원의원의 임기는 2년으로, 선거 때마다 전원을 새로 선발한다. 하원 선거 2회 중 1회는 대통령 선거와 일치한다. 대통령 선거와 일치하지 않는 해에 열리는 하원의원 선거와 상원의원 선거(의석의 1/3 씩 회선)를 통칭하여 중간선거라고 부른다. 해산 제도가 없는 연방 입법부에서 이 중간선거는 대통령의 임기 중반에 연방 정치에 대한 유권자의 의사를 묻는 중요한 의의를 가진다.
하원의 435 의석은 10년에 한 번 인구 조사에 의해 결정되며 인구에 따라 50주에 배분된다. 알래스카주, 노스다코타주, 버몬트주, 와이오밍주의 선출 정원이 각 1명으로 가장 적고, 캘리포니아주가 가장 많으며 선출 정원이 53명이다. 선거 제도는 단순 소선거구제로 선거구는 주에서 맡고 결정되며, 주의회에 의한 경우와 독립적인 조직에 의해 결정되는 경우가 있다. “대표없이 과세도 없다”는 원칙에 의해 준주 등 주로 간주되지 않는 미국 영토에 대해서도 위원회에만 참여하는 옵서버(observer) 의원이 몇 명 있다.
선거권은 18세 이상이며, 피선거권은 25세 이상 7년 이상 미국 시민이며, 선거 때 선출 주의 주민이어야 한다. 연방 의회 의원은 헌법상 불체포 특권과 면책 특권을 보장하고 있지만, 다른 관직의 겸직을 금하고 있다.

## 권한
예산 법안을 심의하는 권한은 있지만, 조약의 비준, 고위직 공무원이나 재판관의 지명에 대한 승인권은 없다. 따라서 그러한 권한을 가지는 상원에 비해 권한은 뒤떨어진다. 단지, 의회의 가장 중요한 입법권은 상원과 동등한 권한을 가진다. 대통령 선거에서 선거인단을 과반수 획득한 후보가 없는 경우는 하원이 대통령을 선출하는 권한을 가진다. 대통령·부통령 그 외의 재판관을 포함한 연방 공무원에 대한 탄핵 재판에서는 하원의 과반수의 찬성에 근거하는 소추를 받아 상원이 재판하여, 상원 2/3 다수의 찬성에 의해 탄핵 대상자를 면직시킬 수 있다. 대통령제를 채택하고 있는 미국 헌법에 따라 대통령에게 하원 해산권은 없기 때문에 하원은 어떠한 이유로든 임기 중 해산되지 않는다. 어차피 그것이 아니어도 임기가 대부분의 나라들처럼 4~5년이 아니고 그 절반 정도인 2년이라 해산 제도의 존재 이유가 없다고 볼 수 있다.

## 같이 보기
- 미국 연방 정부
  - 입법부
    - 미국 의회
      - 미국 상원
      - 미국 하원

  - 행정부
    - 미국 연방 행정각부
    - 미국의 대통령 고문단
    - 미국의 대통령
    - 미국의 독립기관

  - 사법부
    - 미국 연방 대법원
    - 미국 연방 법원
    - 미국 연방 항소법원
    - 미국 지방법원

## 참고 문헌
- 박지원, 미국 연방 하원의 의원윤리심사절차와 그 시사점에 관한 소고